# M-209

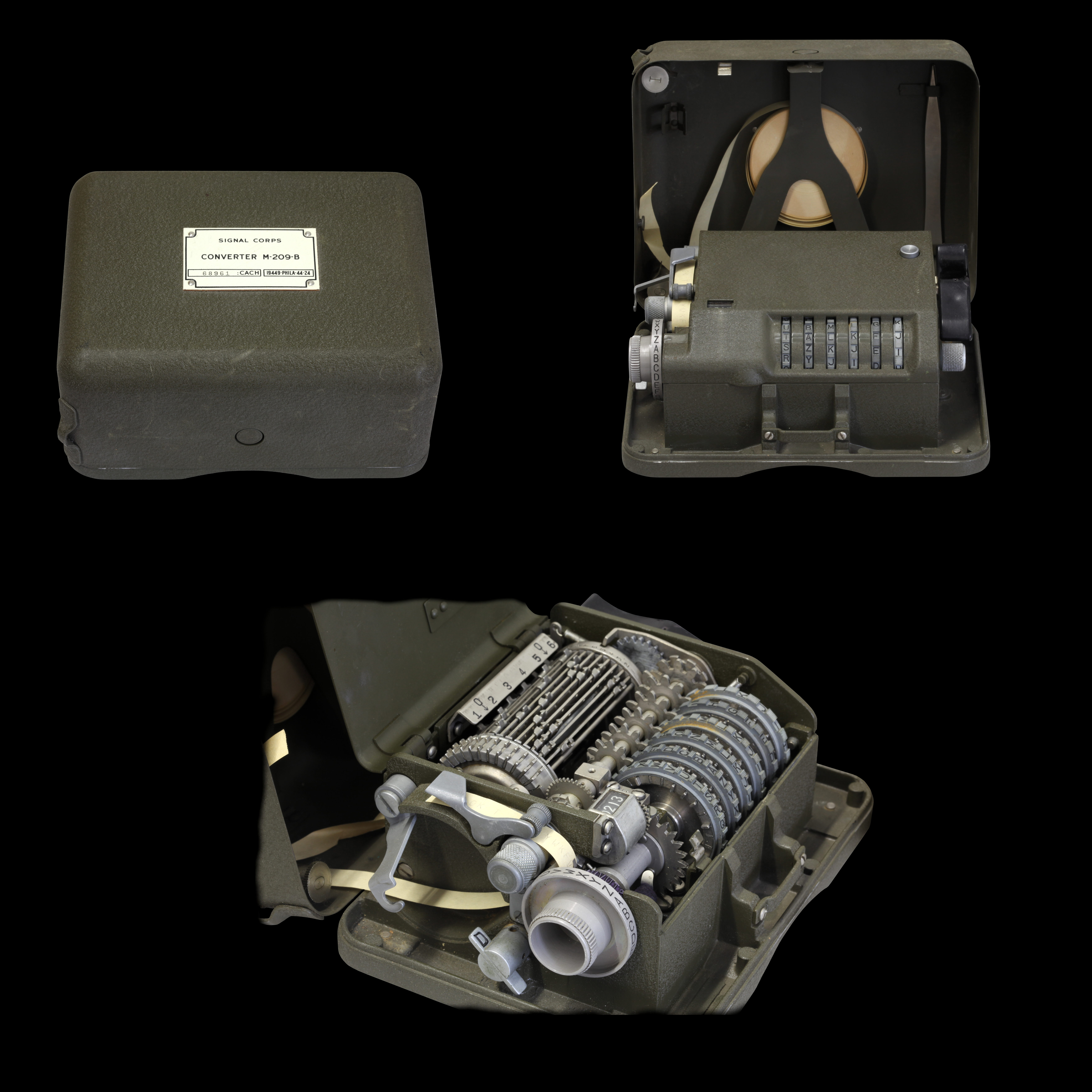
La máquina cifradora M-209.

En el ámbito de la criptografía, la M-209, denominada CSP-1500 por la Marina de los Estados Unidos (C-38 por el fabricante) es una máquina cifradora mecánica portátil, utilizada por los militares de Estados Unidos principalmente durante la  Segunda Guerra Mundial, que sin embargo permaneció en uso durante la guerra de Corea. La M-209 fue diseñada por el criptógrafo sueco Boris Hagelin respondiendo a un pedido de máquina codificadora mecánica portátil, y era una versión mejorada de una máquina previa denominada C-36.
La M-209 posee el tamaño de una caja de zapatos, midiendo 83mm x 140mm x 178 mm, su peso es de unos 3 kilos (y ½ kilo adicional por la caja). La máquina M-209 es un desarrollo notable de la tecnología pre-electrónica. La misma utilizaba un mecanismo de ruedas dentadas similar al de la máquina de telecifrado, como por ejemplo la cifradora Lorenz y la Geheimfernschreiber.